# Mairead McGuinnessová
Mairead McGuinnessová (* 13. června 1959 Drogheda) je irská politička, členka Fine Gael. V letech 2004 až 2014 sloužila jako poslankyně Evropského parlamentu za Východ a mezi roky 2014 až 2020 za Střed-Severozápad, čímž se stala do té doby nejdéle úřadující irskou europoslankyní. V europarlamentu zasedala ve frakci Evropské lidové strany. V období 2017 až 2020 byla první místopředsedkyní Evropského parlamentu.
Mezi roky 2020–2024 působila jako evropská komisařka pro finanční stabilitu, finanční služby a unii kapitálových trhů v první komisi von der Leyenové. 

## Vzdělání a mediální kariéra
McGuinnessová byla v roce 1980 první ženskou absolventkou bakalářského studia na University College Dublin v oboru ekonomika zemědělství. V roce 1984 dokončila studium účetnictví a financí a před vstupem do politiky v roce 2004 se věnovala kariéře v médiích. Pracovala jako výzkumná pracovnice v The Late Late Show, jako moderátorka pořadů Ear to the Ground a Celebrity Farm televize Raidió Teilifís Éireann, novinářka v Irish Farmers Journal a redaktorka farmářské přílohy Irish Independent.
V roce 2014 byla oceněna cenou UCD Alumnus of the Year for Agriculture and Food Science.

## Politická kariéra

### 2004–2020: Poslankyně Evropského parlamentu
Na začátku roku 2004 McGuinnessová oznámila svůj záměr usilovat o nominaci do voleb do Evropského parlamentu za Fine Gael. Stalo se tak po spekulacích, které ji spojovaly s podobným krokem za Progresivní demokraty. Na výběrovém sjezdu v únoru 2004 byla vybrána, aby kandidovala po boku Avril Doyleové. To bylo kontroverzní, protože se očekávalo, že Fine Gael získá pouze jedno ze tří křesel ve volebním obvodu Východ. Nicméně, lepší než očekávaný výkon Fine Gael ve volbách znamenal, že byly zvoleny obě ženy.
Během svého působení v parlamentu působila v několika výborech Evropského parlamentu, včetně Výboru pro zemědělství a rozvoj venkova a delegaci pro vztahy s Austrálií a Novým Zélandem. Byla náhradní členkou Výboru pro životní prostředí, veřejné zdraví a bezpečnost potravin, Petičního výboru a delegace pro vztahy s Čínou]
McGuinessová byla kandidátkou Fine Gael za volební obvod Louth ve volbách v roce 2007, ale nebyla zvolena. Do Evropského parlamentu byla znovu zvolena v roce 2009.
V dubnu 2011 oznámila, že si přeje kandidovat na prezidentku Irska a bude usilovat o nominaci strany Fine Gael pro prezidentské volby v roce 2011. V červenci 2011 ji vsouboji o nominaci porazil Gay Mitchell.
V evropských volbách v roce 2014 byla znovu zvolena do Evropského parlamentu za nový volební obvod Střed-Severozápad. V červenci 2014 byla zvolena místopředsedkyní Evropského parlamentu. Pod vedením předsedy Martina Schulze dohlížela na informační politiku parlamentu, tisk a vztahy s občany. Kromě toho působila jako předsedkyně pracovní skupiny pro informační a komunikační politiku a jako spolupředsedkyně interinstitucionální skupiny pro komunikaci.
Kromě úkolů ve výborech a povinností místopředsedkyně byla členkou meziskupiny Evropského parlamentu pro dobré životní podmínky a ochranu zvířat a meziskupiny Evropského parlamentu pro práva dětí. Spolu s Karin Kadenbachovou také spolupředsedala MEP Heart Group, skupině poslanců, kteří mají zájem prosazovat opatření, která pomohou snížit zátěž kardiovaskulárními chorobami. V listopadu 2016 se stala patronkou společnosti One Voice For Languages.
Také v listopadu 2016 oficiálně oznámila svou kandidaturu na úřad předsedkyně Evropského parlamentu. Místo toho byl jako kandidát skupiny EPP zvolen italský europoslanec a bývalý evropský komisař Antonio Tajani, který nahradil úřadujícího předsedu Martina Schulze; McGuinnessová získala druhý nejvyšší počet hlasů. Před evropskými volbami v roce 2019 oznámila, že se bude o tento post znovu ucházet.
Po volbách v roce 2019 byl součástí mezistranické pracovní skupiny pověřené vypracováním čtyřletého pracovního programu Evropského parlamentu o digitalizaci.

### 2020–2024: Evropská komisařka
Irská vláda 4. září 2020 nominovala na pozici v Evropské komisi McGuinnessovou a Andrewa McDowella. Za změnou eurokomisaře za Irsko v průběhu mandátu první komise von der Leyenové, úřadující od prosince 2019, stála rezignace komisaře Phila Hogana kvůli aféře golfového večírku. Dne 8. září 2020 navrhla předsedkyně Evropské komise Ursula von der Leyenová McGuinnessovou jako komisařku pro finanční stabilitu, finanční služby a unii kapitálových trhů. Dne 7. října 2020 byla do funkce zvolena poměrem hlasů 583:75 a 37 členů se zdrželo hlasování.
V listopadu 2023 oznámila, že se nezúčastní voleb do Evropského parlamentu 2024.

## Další aktivity
- Přátélé Evropy, členka správní rady (od roku 2020)[25]

## Politické pozice
V roce 2019 McGuinnessová  navrhla plán, který by upřednostňoval náboženské skupiny při konzultacích s Evropským parlamentem. Návrh byl odložen poté, co si skupina europoslanců stěžovala, že by vytvořil „velmi nežádoucí a netransparentní privilegovaný lobbistický kanál pro náboženské organizace“.

## Osobní život
McGuinnessová je vdaná za Toma Duffa, chovatele ovcí. Pár má čtyři děti.